# Kerken
Kerken är en kommun i Kreis Kleve i Regierungsbezirk Düsseldorf i förbundslandet Nordrhein-Westfalen i Tyskland. Kerken ligger på Rhens vänstra strand i nedre Rhen-låglandet, i genomsnitt 32 meter över havet. Landwehrbach flyter genom kommunen och rinner ut i Gelderner Fleuth, som i sin tur är ett biflöde till Niers, vilket är ett biflöde till floden Maas. Kommunens yta är 58 km². Kommunen Kerken är indelad i de fyra orterna Aldekerk, Eyll, Nieukerk och Stenden. Stenden är den längsta radbyn i Nordrhein-Westfalen. Kommunen gränsar till staden Geldern och kommunen Issum i norr, kommunen Rheurdt i öster, staden Kempen (i Kreis Viersen) och kommunen Wachtendonk i söder och staden Straelen i väster.